# Martin Frobisher
Sir Martin Frobisher (asi 1535 Altofts, West Yorkshire – 15. listopadu 1594 u Crozonu ve Francii) byl anglický námořní objevitel, který při hledání Severozápadního průjezdu (spojení Atlantského a Tichého oceánu přes průlivy mezi Kanadskými arktickými ostrovy) prozkoumal velkou část kanadské Arktidy. Na jeho počest je pojmenován Frobisherův záliv (Frobisher Bay). Proslavil se i tím, že ze dvou svých výprav přivezl obrovský náklad pyritu (tzv. zlato hlupáků) v domnění, že jde o zlato.
Jako korzár plenil převážně francouzské lodě a v roce 1588 se podílel na odražení španělské Armady. V listopadu 1594 byl zraněn při útoku na Crozon ve Francii. Zemřel 15. listopadu a pohřben byl 22. listopadu v Plymouthu v Devonu.